# Meuse (departma)
Meuse (oznaka 55) je francoski departma ob meji z Belgijo, imenovan po reki Meuse, ki teče skozenj. Nahaja se v regiji Loreni.

## Zgodovina
Departma je bil ustanovljen v času francoske revolucije
4. marca 1790 iz dela zgodovinske pokrajine Barrois (ozemlje Bar-le-Duca) in Treh škofij (ozemlje Verduna).
V času prve svetovne vojne je bilo ozemlje prizorišče hudih bojev, od katerih izstopa bitka pri Verdunu.

## Geografija
Meuse leži v zahodni Loreni. Na vzhodu meji na departma Meurthe-et-Moselle, na jugovzhodu na Vogeze, na jugu in zahodu na departmaje regije Šampanja-Ardeni Gornjo Marno, Marno in Ardene, medtem ko na severu meji na Belgijo.
Pomembnejši kraji v deparmaju so: Étain, Ligny-en-Barrois, Montmédy, Saint-Mihiel in Stenay.
Reke, ki tečejo po ozemlju departmaja, so: Meuse, Aire, Chiers...